# Sei Fuwa
Sei Fuwa (Tóquio, 1914) foi um futebolista japonês que jogava como goleiro. Foi convocado para a Seleção Japonesa que participou dos Jogos Olímpicos de Verão de 1936.